# Edoardo Reja
Edoardo Reja (Lucinica, Gorizia, Italija, 10. listopada 1945.) talijanski je nogometni trener. Trenutačno je trener slovenskog kluba ND Gorica.
Od 1963. do 1975. godine trajala mu je profesionalna igračka karijera, a tijekom nje je kao vezni igrač nosio dresove tri kluba (SPAL, Palermo i Alessandriju). Upisao je 124 nastupa u Seriji A.
Trenersku karijeru započinje 1979. godine, a posljednje dvije sezone bio je na klupi Lazia. Do 2005. godine vodio je i Cagliari, Cataniju, Genou, Vicenzu, Torino, Bresciu, Lecce, Bolognu, Veronu, Cosenzu, Pescaru, Varese, Mestre, Treviso, Pro Goriziju, Monselice i Pordenone, te Mollinelu na početku svoje trenerske karijere.
U ožujku 2009. godine na klupi Napolija mijenja ga bivši talijanski izbornik Roberto Donadoni, a prvim trenerom Hajduka službeno postaje 18. kolovoza 2009. godine.
Trenerom Lazija je imenovan 10. veljače 2010., a u svibnju 2012. podnosi ostavku.
U siječnju 2014. po drugi put sjeda na klupu Lazija, gdje ostaje nekoliko mjeseci. Od 2015. je trenera Atalante.